# Hydropsyche martynovi
Hydropsyche martynovi är en nattsländeart som beskrevs av Lazar Botosaneanu 1968. Hydropsyche martynovi ingår i släktet Hydropsyche och familjen ryssjenattsländor. Inga underarter finns listade i Catalogue of Life.